# Phyciodes vesta
Phyciodes vesta är en fjärilsart som beskrevs av Edwards 1869. Phyciodes vesta ingår i släktet Phyciodes och familjen praktfjärilar. Inga underarter finns listade i Catalogue of Life.